# Aachen-Köpfchen

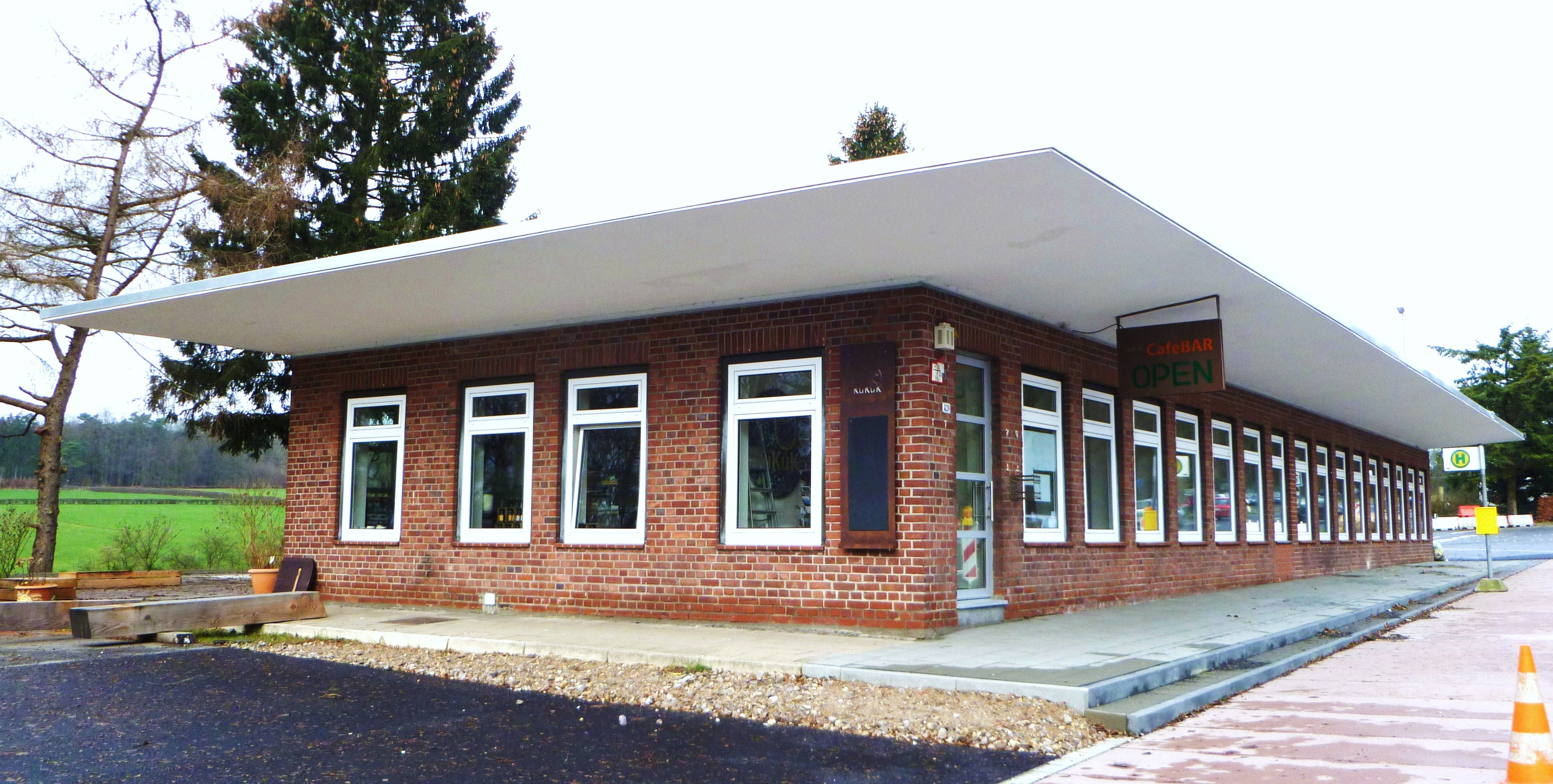
Het voormalige grensgebouw, nu cultuurtrefpunt KuKuK

Aachen-Köpfchen is een vroegere grensovergang tussen Duitsland en België aan de zuidelijke rand van het Aachener Wald. De grensovergang is gelegen aan de Eupener weg tussen Aken en Raeren, de Duitse B57 en de Belgische N68. De grensovergang werd gesloten na de inwerkingtreding van het Verdrag van Schengen in 1995. Het is gelegen aan de Grensroute 5. In 2000 werd de Vereniging Kunst en Cultuur in Köpfchen(KuKuK) opgericht, waarbij het voormalige Belgische douanegebouw werd bewaard.

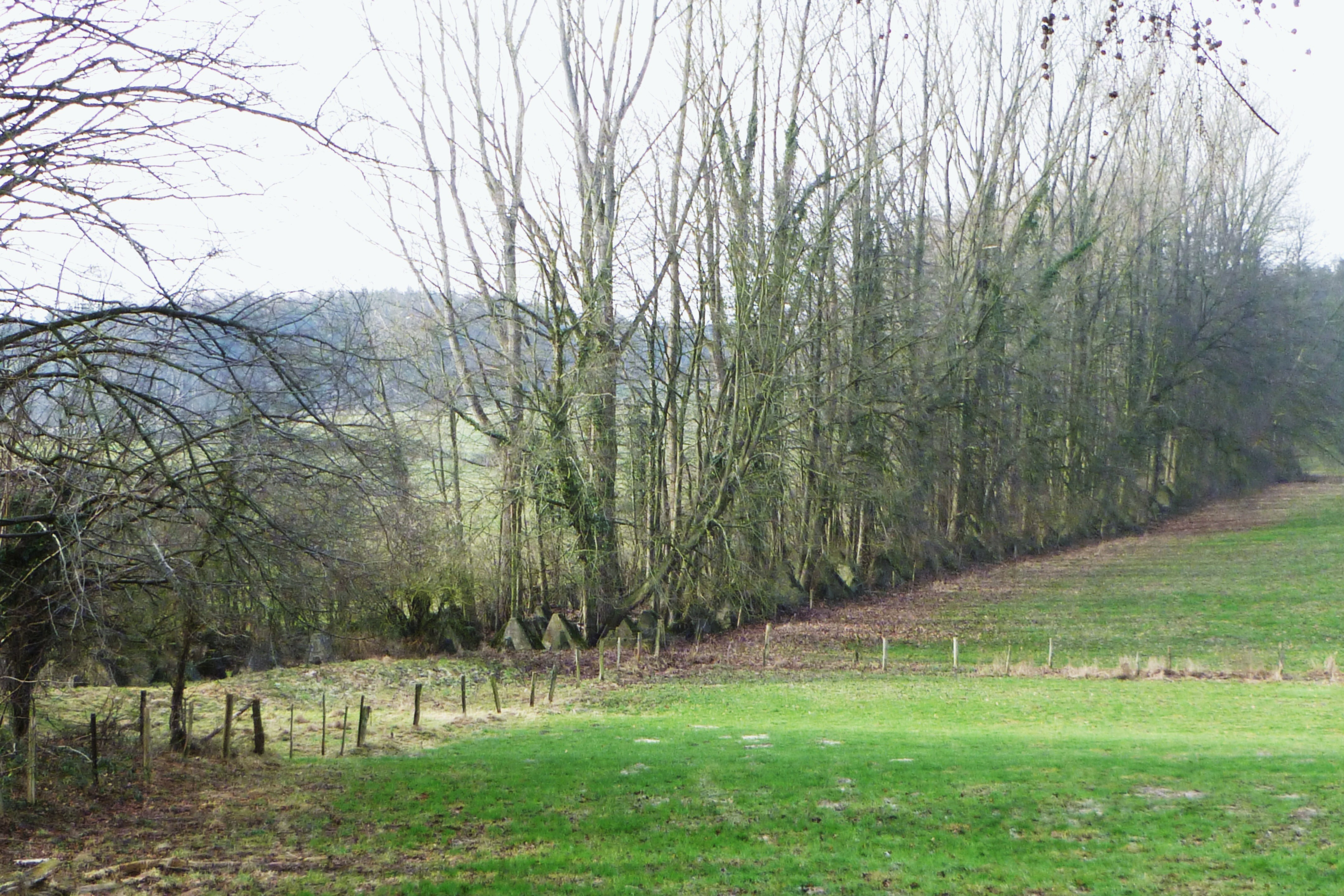
Tankversperringen in het landschap

Bij de grensovergang zijn overblijfselen van de Westwall zichtbaar, een Duitse verdedigingslinie die vlak voor en tijdens de Tweede Wereldoorlog werd gebouwd. De linie bestond onder andere uit bunkers en betonnen tankversperringen, bij de grensovergang zijn van deze tankversperringen te zien.
Iets oostelijk van Köpfchen bevindt zich de bijzondere geologische formatie van de Zyklopensteine (cyclopenstenen): grote steenblokken van zandsteen en kwartsiet die hier aan de oppervlakte liggen in het bosgebied Landwehring, dat een uitloper is van het Aachener Wald.
Eveneens aan de oostzijde van Köpfchen, in de richting van Lichtenbusch, bevinden zich enkele bronnen van de Geul.
Ten westen van Köpfchen liggen bronnen van de Rotsiefbach, de tweede zijbeek van de Geul.